# کلئوپاترا (فیلم ۱۹۷۰)
«کلئوپاترا» (انگلیسی: Cleopatra (1970 film)) فیلمی در ژانر هنتای به کارگردانی اوسامو تزوکا است که در سال ۱۹۷۰ منتشر شد.
کیفیت این فیلم به خاطر قدیمی بودن پایین است اما ارزش دیدن دارد